# Коло-Нуи

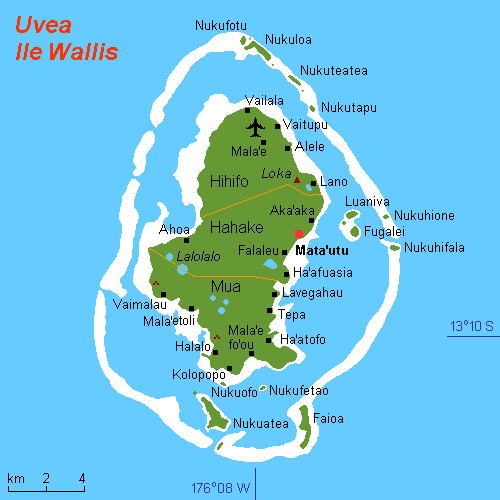
Карта острова Увеа. Талиетуму на севере от деревни Халало.

Коло-Нуи (уолл. Kolo Nui), также чаще Талиетуму (уолл. Talietumu) по названию мараэ, — археологический объект на юго-западе Уоллиса и Футуны, в Тихом океане.

## Расположение
Коло-Нуи расположен в 9 км к юго-западу от Мата-Уту, столицы Уоллиса и Футуны. Руины также расположены чуть к северу от деревни Халало. Форт расположен в районе Мюа острова Увеа.

## Описание
Коло-Нуи представляет собой руины средневекового форта или укреплённого поселения, созданного тонганцами во время их экспансии. Это последнее укрепление тонганцев, созданное перед их поражением.
Стены созданы из базальта и имеют несколько входов. Внутри сохранились пара зданий, сооружений, лужайка, а также мараэ под названием Талиетуму. Мараэ находится в центре и выглядит как высокая круглая продолговатая платформа.

## История
Коло-Нуи был создан тонганцами около 1450 года во время экспансии Тонганской империи. Это была последняя фортификация, созданная тонганцами до того, как они были побеждены.
Французские археологи Даниэль Фримигакси, Жан-Пьер Сьора и Морис Арди, члены французского Национального центра научных исследований, несколько лет восстанавливали центральную платформу, мараэ. Работа была закончена в 1997 году. Ныне высота платформы составляет 5 метров, а длина — 80 метров.